# Bruno Caetano
Bruno Caetano (* 1979 in Portimão) ist ein portugiesischer Animator und Filmproduzent.

## Leben
Bruno Caetano brachte sich die Animation selbst bei und ging dann auf die Belas-Artes Ulisboa an der Universität Lissabon, wo er sich auf Stop-Motion spezialisierte. Für den Kurzfilm Ice Merchants, den er produzierte, erhielt er zusammen mit Regisseur João Gonzalez eine Oscar-Nominierung in der Kategorie Bester animierter Kurzfilm bei der Oscarverleihung 2023.
Er ist Mitbegründer von COLA Animation, ein internationales Projekt für Animationsfilme.

## Filmografie

### Als Produzent
- 2017: As Canções da Maria – Especial História de Portugal
- 2020: Ahead (Kurzfilm)
- 2020: Douglas Social Credit (Webserie)
- 2022: Ice Merchants (Kurzfilm)
- 2023: The Beating Speed (Kurzfilm)

### Als Regisseur
- 2011: No Mundo da Lua
- 2016: Os Azeitonas: Cinegirasol (Musikvideo, auch Animation und Produktion)
- 2019: O Peculiar Crime do Estranho Sr. Jacinto (auch Animation und Produktion)
- 2022: O Natal do Bruno Aleixo (auch Produktion)

### Als Animator
- 2014: Take It Easy Maria (Kurzfilm)
- 2015: Macabre (Kurzfilm)